# 総合学科
総合学科（そうごうがっか、英: integrated course）とは、日本の後期中等教育を行う課程に設置される学科のうち、普通教育（普通科）、専門教育（専門学科）の両方を選択履修の単位制学科のことである。1994年（平成6年）度から「第三の学科」として導入された。1年次は必履修科目中心、2年次以降は選択科目中心であり、必要単位数を超えることで卒業資格が与えられる。

## 概要
総合学科は、高等学校、中等教育学校の後期課程に設置される。なお、特別支援学校の高等部には設置されない。総合学科の制度は、1994年度から制度化された。
制度化の背景として、第14期中央教育審議会答申で、『普通科と職業学科とを総合するような新たな学科』の設置を提言したことがある。現状の制度では学科による考え方と偏差値重視の進路指導に結び付くうえ、普通科における就職希望者および職業学科における進学希望者への対応が不十分となっていることから、新たな発想に立つ学科を設置することが求められた。
法制面では、総合学科は、高等学校設置基準第5条第3号と第6条第3項で「普通教育及び専門教育を選択履修を旨として総合的に施す学科」と定義されている。また高等学校学習指導要領第1章総則第3款で、各教科・科目を選択履修とし単位制とすることや、『産業社会と人間』を履修することなどの原則が定められた。高等学校は専門に関する科目を25単位以上開設しなければならない。
以上を受け、1994年度に初めて、岩手県立岩谷堂高等学校、栃木県立さくら清修高等学校（旧：氏家高校）、筑波大学附属坂戸高等学校、三重県立木本高等学校、和歌山県立和歌山高等学校、島根県立益田産業高等学校、沖縄県立沖縄水産高等学校が取り入れた。
昨今も愛知県のように総合学科設置校が増加傾向にある県もあれば、神奈川県が2017年に総合学科の大幅定員減を行った（後述）ように、地方自治体によって施策に温度差が生じている。

## 総合学科における教育
普通科では幅広い分野の基礎を普遍的に扱う普通教育を、専門学科ではそれに加えて特定の分野に特化した専門教育を行う。それらに対し、総合学科では2種類の教育のどちらに属する科目からも選択して履修できる。多くは2年次から系列を目安にしながら希望進路と卒業要件の両方を満たすような科目選択を行い、進路に関わる様々な能力を身につけることも出来る｡多様な科目に対応しているのが特徴であり、非常勤講師の採用も多い。より専門的な教育を行うため、学校外の人材の活用も行っている。それらのハードルもあり、中退率が比較的高くなっている。多様な分野を知ることができる半面、広く浅く学ぶという点も否めないものといえる。これに対して、たとえば商業教科（簿記教育など）に関する学びについては、商業高校がその専門性を深化させより充実した学習ができる。工業高校、商業高校は1つの分野に特化深化していることがメリットといえる。
「総合学科」の名称が示す通り、多方面の分野について学ぶことが出来るのが特徴であるが、その教育内容は学校によって大きく異なる。例えば、東京都立初の総合学科設置校として開校した東京都立晴海総合高等学校は前身校が商業科を有していたため、商業科の科目が多い学校であり、都立2校目として開校した東京都立つばさ総合高等学校は前身校が工業科を有していたため、工業科の科目が多い学校である。遵って、同じ「総合学科」でも教育内容が学校によって全く異なるため、諸事情によって転校することになる場合は転校先の総合学科設置校がどのような分野に特化している学校であるかを事前に詳しく調べておく必要がある。また、教育分野の違いにより、取得する単位についても違いが生じることを留意しなければならない。
卒業後の進路は、大学・短大36.1%、専修学校25.3%、各種学校1.9%、就職27.3%、など。

## 主な系列
名称は目的や内容で、多少異なる。一部の学校や都道府県では、この中に無い系列や設置していない系列もある。
- 福祉保育系列 など
- 外語観光系列 など
- スポーツ文化系列 など
- 芸術系列
- ものづくり系列 など
- 情報ビジネス系列 など

## 総合学科設置校
- 日本の総合学科設置高等学校一覧を参照のこと。

## 総合学科と混同されやすいもの
総合学科・総合制高等学校・総合選択制は誤って混同されることが多い。正しくはそれぞれ以下のように違いがある。

### 総合制
普通科と専門学科の両方を備えること。戦後のGHQ統治時に、高校三原則（男女共学・小学区制・総合制）の一つとして方針化された。

### 総合選択制
複数の学科の枠を越えて授業を選択できるようにしたもの（専門教育を主とする学科#概要を参照）または学科の枠内で従来の高校と比較して多様な選択科目を設置したもの（普通科 (学校)#普通科総合選択制を参照）。後者については、1984年に埼玉県立伊奈学園総合高等学校が初めて導入した。

### 総合科学科
専門教育を主とする学科の1つ。設置形態は学校によって異なるが、大阪府立住吉高等学校、大阪府立泉北高等学校、大阪府立千里高等学校、和歌山県立日高高等学校などにおいては「理数に関する学科」として設置されている。理系分野に特化した履修プログラムを持ち、進学を目的とする。

### 総合高校
総合学科の他に総合選択制の導入校などは、総合高等学校を称している学校があるため特に混同されやすい。

## 総合学科の動向

### 総合学科の問題点
転任教員の多くは総合学科教育に関する知識やスキルを持ち合わせていないまま総合学科高校に勤務することになる。結果、総合学科を自ら希望する教員は減り、異動により総合学科創設時の立ち上げに尽力した教職員が転勤してしまうと、様々な取り組みがトーンダウンし、形骸化してしまう可能性がある。
総合学科は、選択科目の募集や､複合的な教育を行う関係上、卒業後の就職や進学に対して不利となる可能性が存在する（必要な単位数が足りないこともある）。大学入学者の選抜状況をみると、総合学科卒業生を対象とした選抜制度は限られる。2012年（平成24年）度国公私立大学入学者選抜実施状況によれば、「専門高校・総合学科卒業生入試」として入学者選抜を実施したのは国公立大学9大学10学部、私立大学31大学57学部となっている。この数は10年前とあまり変わらず、総合学科高校の設置数が約2倍に増えているのとは対照的である。ただし、関係する専門科目を25単位（あるいは20単位など）を履修していれば専門高校卒業生入試を受験できることも多い。

また総合学科単体での募集を行う高校は非常に少ない。
学校側は「生徒が目的意識や進路への自覚を持たずに入学しており、自主的な科目選択が難しい。単位取得の容易な科目を選択しがち」と感じており、生徒・卒業生の側も「進路について、じっくりと考える時間がない」ことを最大の不満として挙げている。

入試選抜では、大阪府の場合、ボーダーゾーンの幅を「定員数の上下30％（定員内15％と定員外15％）」と広くもたせている（普通科は5％幅）。同様に内申書の比率を重視する神奈川県などに比べ、平均を下回る生徒が入学することも一因となっている。
なお、同府の場合、総合学科を高校再編・教育困難校改革のシンボルと位置づけた。教職員数を補うため同和加配枠も活用し、スタートさせた第1陣の大阪府立柴島高等学校・大阪府立松原高等学校・大阪府立今宮高等学校が成功例となったが、その反動で、府の高教組が「学区ごとに総合学科を」との方針を掲げたため、結果、再編の趣旨とは異なり、総合学科に改編できなかった高校が総合選択制や単位制に流れた、という状況を生んだ。

### 総合学科の見直し
神奈川県教育委員会は、2016年10月に、2017年度の入学者募集で総合学科の定員を1,110名減員し、総合学科の高校も3校で単位制の普通科、1校で農業系学科に改編することを発表した。

総合学科の本格的な定員減は神奈川県が初である。
また、一旦総合学科に改編された高知県の須崎高校のように、高校再編で総合学科を廃止して普通科を復活した学校もある。

## 進路・高卒内定率
2022年度の学校基本調査によると、総合学科卒業者の進路は、大学・短大等進学者約38.7％、専修学校等進学者約32.8%、就職者約24.1％、その他4.4%となっている。

### 学科別の高卒内定率
文部科学省によると、「2024年3月高等学校卒業予定者」の2023年10月末時点の就職希望者の内定率（就職内定率）を学科別でみると「工業科卒」が88.4％であり、最も就活に強い学科となっている。2位以下は「看護学科卒（5年課程5年次の内定率）」88.1％、「商業科卒」82.8％、「水産科卒」80.7％、「農業科卒」79.2％、「福祉科卒」78.6％、「情報科卒」78.3％、「家庭科卒」78.1％となっている。「2024年3月高等学校卒業予定者」の平均就職内定率は前年同期比1.1ポイント増の77.2％であった。「総合学科卒」75.0％、「普通科卒」64.1％、この2科のみ全学科平均を下回った。総合科卒での高卒就職希望者は、就職難易度が2番目に高いという結果であった。